# Temple pour la paix
Pour les articles homonymes, voir Temple de la Paix.
Le temple pour la paix est le projet de construction, à Aubry-le-Panthou en Normandie, d'un temple de style tibétain à l'initiative de Lama Gyourmé, directeur spirituel de Vajradhara-Ling et de Kagyu-Dzong. Ce temple est destiné à promouvoir la paix dans le monde et le dialogue interreligieux. 
La première pierre a été posée en 2003. Les travaux ont débuté en 2010, avec la réalisation des fondations, achevées en 2011. La prochaine étape consistera en l’édification du gros œuvre.
L’architecture du futur temple s’inspire de celle du monastère de Samye au Tibet, fondé par Padmasambhava au VIIIe siècle. 
Le projet a reçu les soutiens du 14e dalaï-lama et du 17e karmapa.

## Buts
Selon son initiateur, Lama Gyourmé, le temple pour la paix non seulement permettra de partager les enseignements du bouddhisme tibétain mais sera aussi un lieu de rencontre des différentes religions du monde et accueillera des manifestations liées à la paix. Lama Gyourmé souhaite également que ce temple permette de faire se rencontrer et de mieux se connaître toutes les écoles bouddhistes, celles du Tibet, du Bhoutan, du Japon, du Viêt Nam, du Laos, du Cambodge, etc.. De plus, le temple devrait permettre de renouer avec les activités traditionnelles des temples bouddhistes, à la fois lieux d’éducation, écoles et universités, où étaient enseignés la médecine, l’astrologie, la philosophie, le chant et la danse sacrée.
Le 14e dalaï-lama encourage à faire de ce temple un lieu de rencontre des religions et des traditions,.

## Genèse et évolution

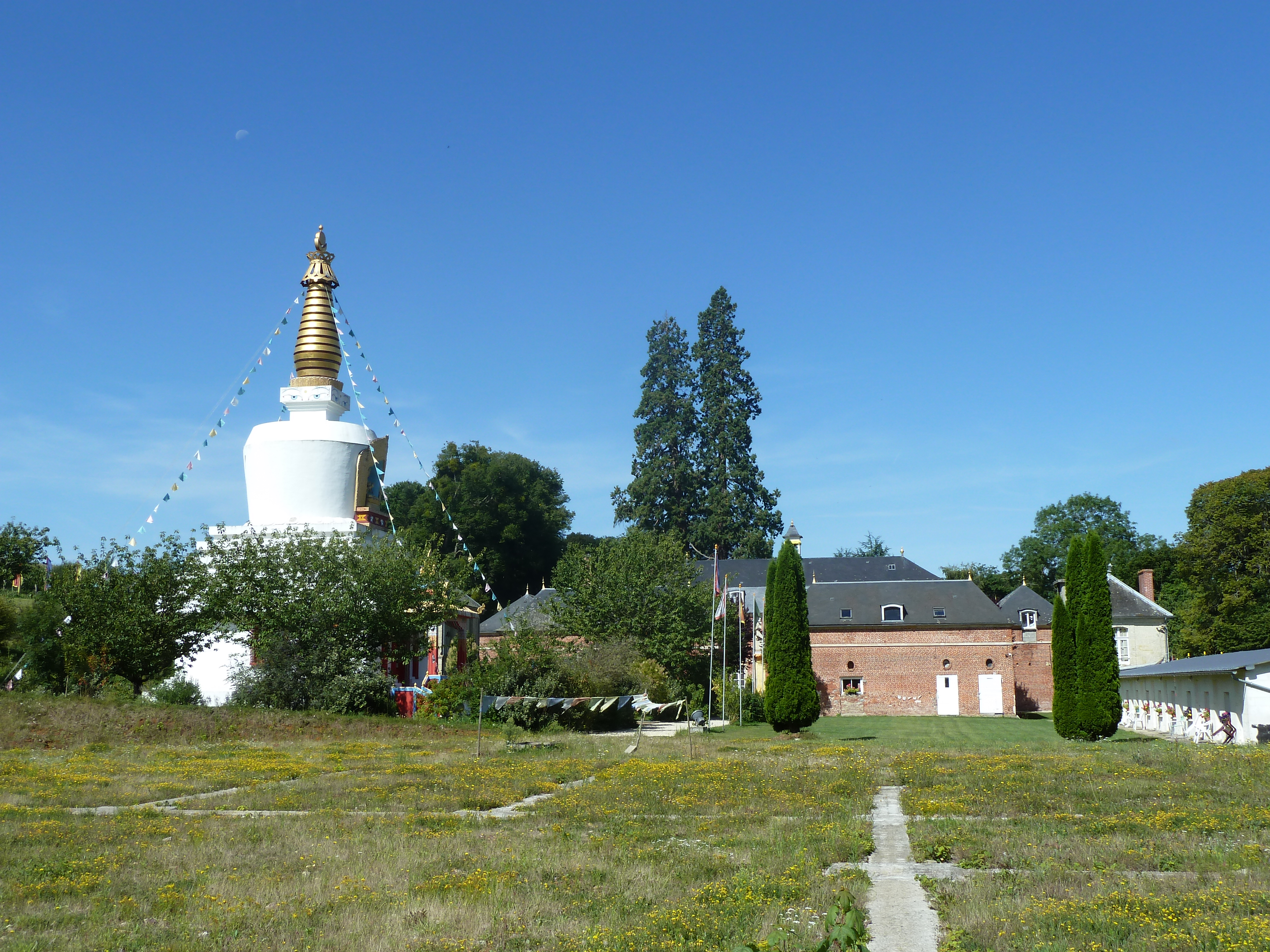
Tracé au sol des fondations du futur temple.

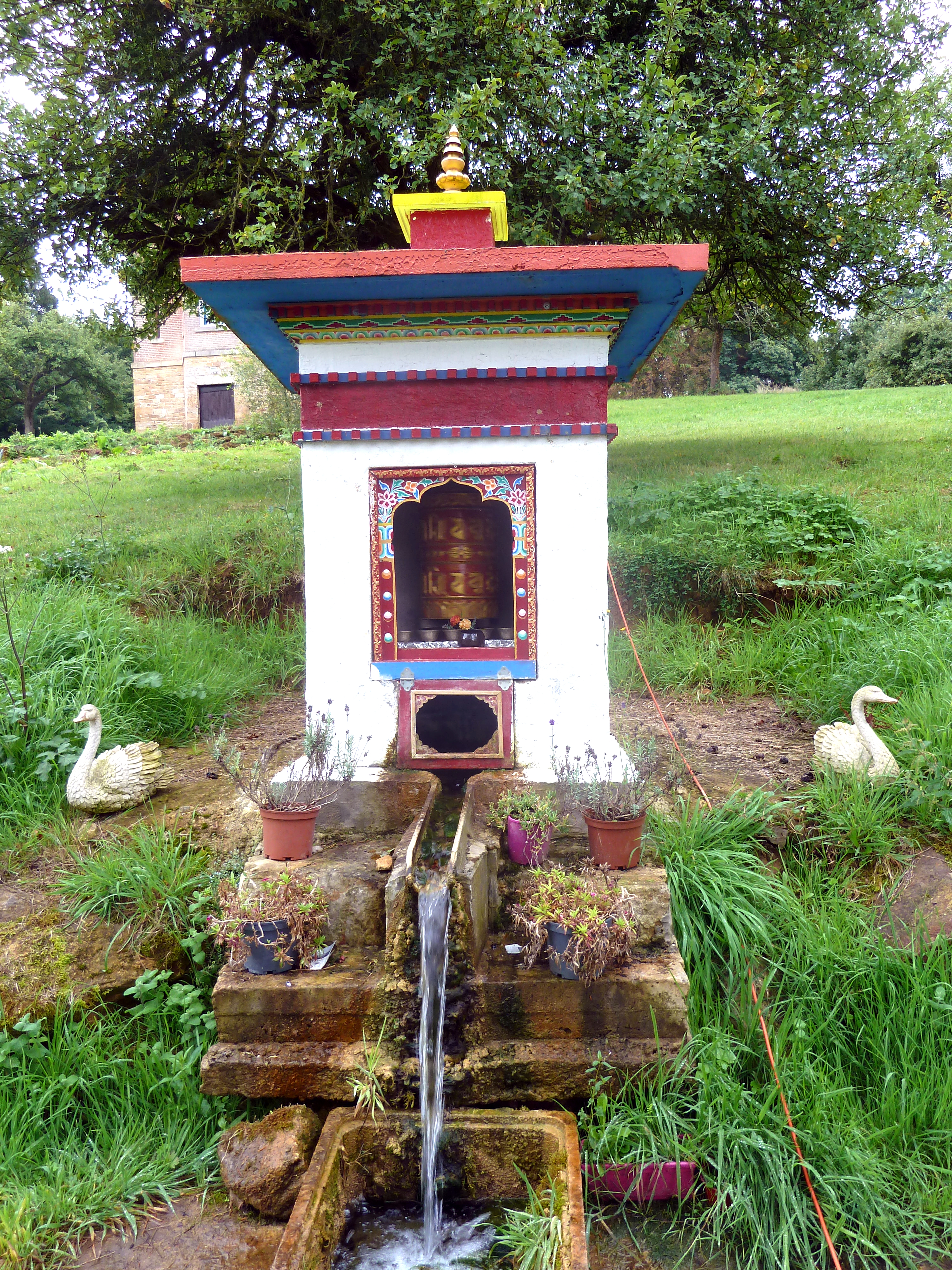
Moulin à prières de Vajradhara-Ling.

Aux alentours de Vajradhara-Ling, Lama Gyourmé découvre non sans émoi des vestiges de la Seconde Guerre mondiale. Après avoir visité le  cimetière d’Omaha Beach, il décide de construire un lieu dédié à la paix.
En 1995 et 1998, il va en pèlerinage au Tibet et rend visite au 17e karmapa au monastère de Tsourphou, où il lui présente son projet de temple pour la paix.
L'autorisation de construction est accordée en mars 2002 par les autorités françaises.
La première pierre est posée le 21 septembre 2003 par Tenga Rinpoché.
Le 14 août 2008, le projet est consacré par le 14e dalaï-lama,,, lequel, à cette occasion, fait un discours sur la paix.
L'année 2010 voit la mise au point des études techniques.
En 2011, les fondations sont réalisées tandis que sont conduits les travaux d’aménagement et de sécurisation des zones périphériques du temple.
De décembre 2012 à juillet 2013, les pieux de fondation sont liaisonnés et renforcés et un local technique est installé pour servir de socle aux statues à venir.
En 2014, Lama Gyourmé entreprend la création d’un moulin à prières actionné par l’eau des sources existant en amont du futur temple.
La prochaine étape consistera en l’édification du gros œuvre.

## Architecture

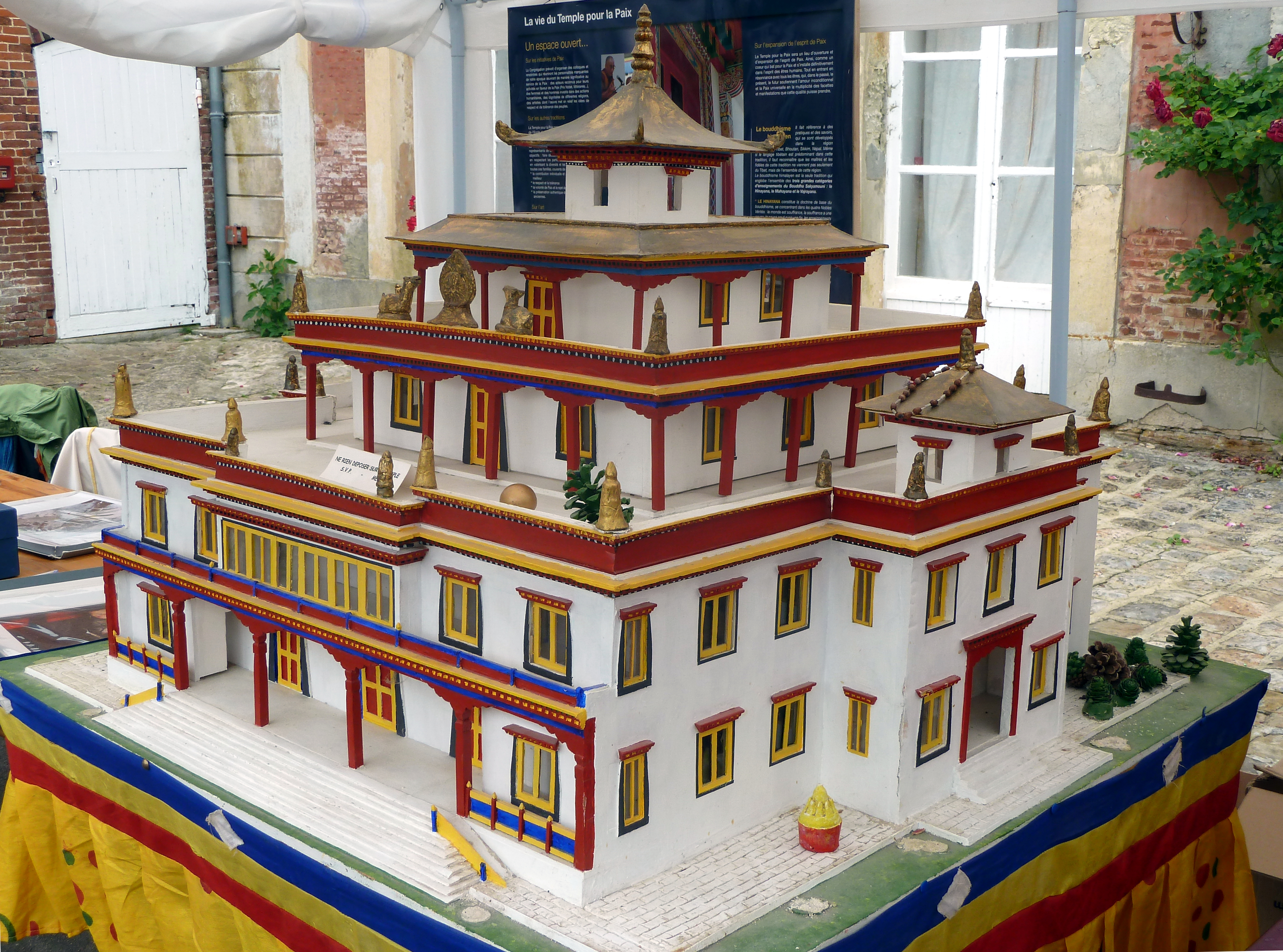
Maquette du temple.

D'une surface au sol de 700 m2, le temple comportera cinq niveaux, soit 3 600 m².
Lama Gyourmé s'est inspiré du monastère de Samyé, premier temple du Tibet, construit au VIIIe siècle par Padmasambhava et qu'il a visité à trois reprises. Il en a dessiné les plans, construit la maquette, avec l'aide d'un architecte pour les normes techniques. 
Le rez-de-chaussée et la galerie du premier étage correspondront au Theravada, abritant des représentations du Bouddha historique et des arhats, et accueilleront les assemblées publiques. 
Au deuxième étage, se trouvera un petit temple dédié au Mahayana figurant Avalokiteśvara et d'autres grands bodhisattvas. 
Au troisième niveau, se situera un temple Vajrayana figurant Vajradhara, Padmasambhava et des maîtres du Vajrayana. 
Au dernier étage, se dressera une petite pagode de l’éveil abritant les statues des cinq dhyani bouddhas, les bouddhas primordiaux. 
L'édifice symbolisera la progression vers l’éveil, de la base à l'espace ouvert de shunyata.

## Financement
Le coût du projet, estimé à 6 millions d'euros, est financé par des dons et des ventes, notamment lors du festival Paix et Lumière qui se tient tous les ans depuis 2005 à la Grande Pagode dans le bois de Vincennes en été, ainsi que par les activités artistiques de Lama Gyourmé (les bénéfices des disques qu'il a réalisés avec Jean-Philippe Rykiel sont reversés à la construction du temple ; une fondation, « Chants pour la paix », a été créée à cet effet).

## Le Festival pour la Paix

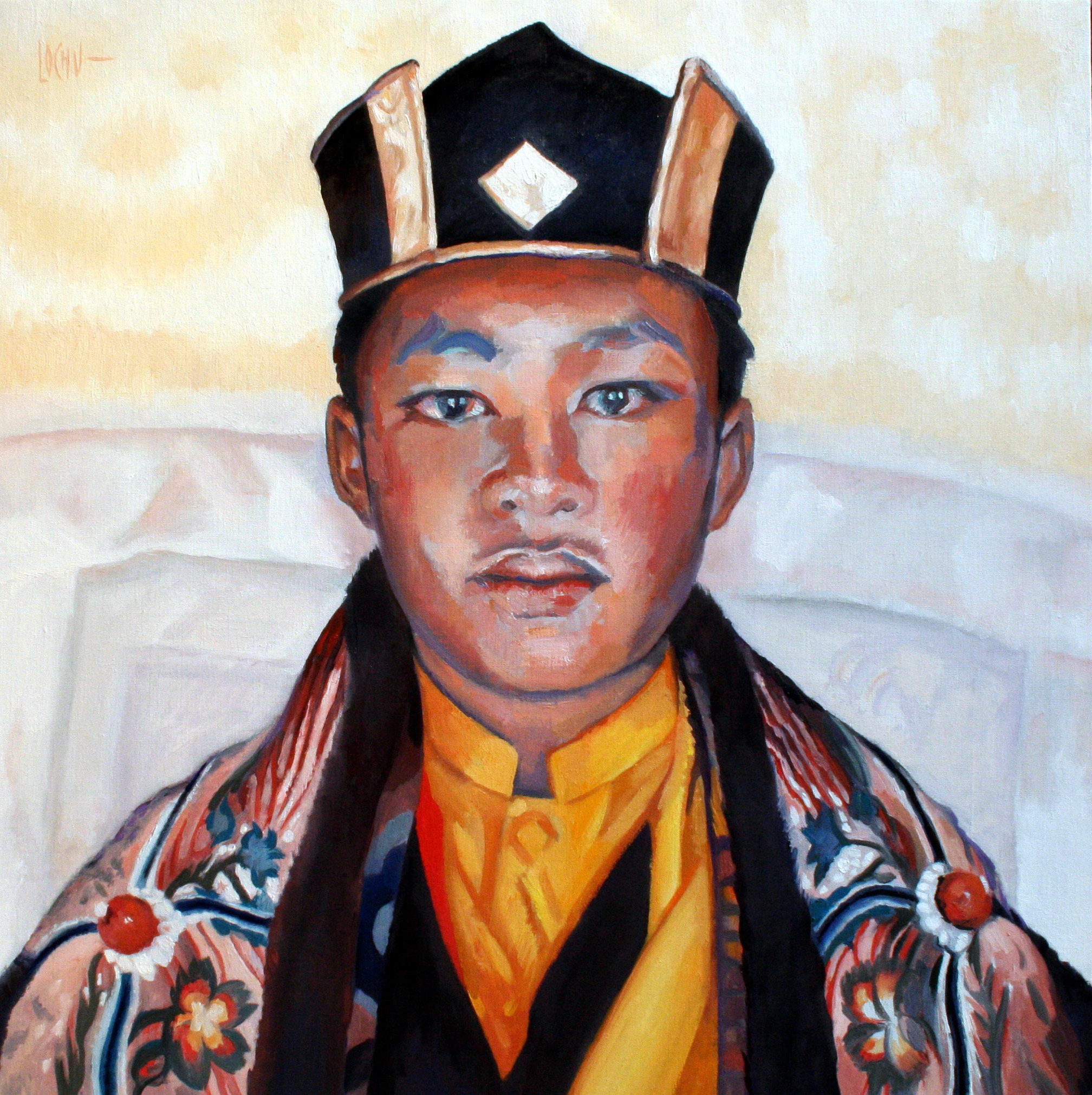
« Gyalwa Karmapa » (Orgyen Trinley Dorje) par le peintre Claude-Max Lochu, exposition pour le projet du temple pour la paix, 2008.

Chaque année depuis 2006, est organisé, à Kagyu-Dzong, un festival pour la paix destiné à soutenir la construction du temple. Il se déroule à la pagode de Vincennes et comprend expositions artistiques et spectacles. En 2008, il a inclus un concert de Lama Gyourmé et Jean-Philippe Rykiel. En 2010, les chants de Lama Gyourmé furent présentés par l'actrice Véronique Jannot, tandis que Tshering Wangdu donnait également un concert. L'édition de 2017 a consisté en spectacles, ateliers, conférences, méditation guidées, projections de films et un concert de Lama Gyourmé et Jean-Philippe Rykiel,.
En 2019, c'est à Vajradhara-Ling, en Normandie, qu'est organisé le  festival pour la paix. 
En 2022, l'émission sagesses bouddhistes est consacrée au Festival pour la Paix. L'émission est rediffusée le 1e janvier 2023.